# Microsynodontis
Microsynodontis is een geslacht van straalvinnige vissen uit de familie van de baardmeervallen (Mochokidae).

## Soorten
- Microsynodontis armatus Ng, 2004
- Microsynodontis batesii Boulenger, 1903
- Microsynodontis christyi Boulenger, 1920
- Microsynodontis emarginata Ng, 2004
- Microsynodontis hirsuta Ng, 2004
- Microsynodontis laevigata Ng, 2004
- Microsynodontis lamberti Poll & Gosse, 1963
- Microsynodontis nannoculus Ng, 2004
- Microsynodontis nasutus Ng, 2004
- Microsynodontis notata Ng, 2004
- Microsynodontis polli Lambert, 1958
- Microsynodontis vigilis Ng, 2004